# لوبسان
لوبسان (به فرانسوی: Lobsann) یک کمون در فرانسه با جمعیت ۵۹۰ نفر است که در Canton of Soultz-sous-Forêts واقع شده‌است.